# Emmy-díj
Az Emmy-díj (vagy egyszerűen csak Emmy, angolul: Emmy Award) az amerikai televíziós produkciók számára kiosztott díj. Az első Emmy-díjat 1949. január 25-én adták át. A televíziós produkciók Oscar-díjának is szokták nevezni, rangját tekintve, a harmadik legfontosabb filmes kitüntetésnek számít.
Három együttműködő, de egymástól független szervezet ítéli oda a díjakat:
- a Televíziós Művészetek és Tudományok Akadémiája (Academy of Television Arts & Sciences) ítéli oda a díjat a főműsoridős szórakoztató műsor kategóriában (sportközvetítések kivételével)
- a Televíziós Művészetek és Tudományok Nemzeti Akadémiája (National Academy of Television Arts & Sciences) ítéli oda a díjat a délutáni műsorok, a sportműsorok, a hírműsorok és a dokumentumműsorok kategóriában
- A Televíziós Művészetek és Tudományok Nemzetközi Akadémiája (International Academy of Television Arts & Sciences) ítéli oda a díjat a külföldi eredetű műsorok kategóriájában.

## Története
Az Emmy-díjat a Los Angeles-i székhelyű Academy of Television Art & Sciences (ATAS) hozta létre, meglehetősen furcsa körülmények között, ugyanis kezdetben a szervezet egyáltalán nem akart semmilyen díjat kiadni. Sőt szöges ellentétben állt egy díj létrehozásával, mivel távol akarták tartani magukat a csillogástól, látványos rendezvényektől, így egyszersmind a nagyközönség elől is.
Az első Emmy szobrokat 1949. január 25-én osztották ki a Los Angelesben található Hollywood Athletic Club-ban, és ekkor még a csak az amerikai nagyváros területén sugárzott műsorok kaphatták meg az elismeréseket.
Az, hogy az Emmy ma már inkább a szórakoztató műsorokat díjazza, tulajdonképpen a legendás showmannek, Ed Sullivannek köszönhető. Sullivan – amellett, hogy 1948-tól saját show-t vezetett, ahol olyanok is megfordultak, mint Elvis Presley, a The Beatles vagy a The Doors – 1955-ben megalapította saját tévés szervezetét, amely olyan méretű konkurenciává nőtte ki magát, hogy az eredeti akadémia kénytelen volt egyezkedni. A két szervezet konszenzusából létrejött a National Academy of Television Arts & Sciences (NATAS), melynek első elnöke maga Sullivan lett, innentől kezdve került a hangsúly a szórakoztatásra, a minél látványosabb díjkiosztók szervezésére.
Eredetileg csak egy Emmy-díjátadót terveztek megrendezni évente az Amerikai Egyesült Államokban, azonban később mindez megváltozott, amikor is 1974-ben különvált az úgynevezett "Nappali Emmy" (Daytime Emmy), amely kizárólag nappali műsorokra specializálódott. Hamarosan más terület-specifikus Emmy-gálák is alakultak nemzetközi Emmy (International Emmy), melynek elnevezéséből is tükröződik, hogy csak az Amerikán kívül vetített műsorokat vesz számításba. Az eredeti Emmy-díjátadó gálát (Primetime Emmy) néven szokták feltüntetni.

## A díj
A díjat reprezentáló szobor egy atomot a kezében tartó szárnyas nőalakot formáz. A kézben tartott atom a televíziós tudományt, a szárnyak a női alakon a múzsát szimbolizálják. A szobrot Louis McManus televíziós mérnök készítette, a női alakot saját feleségéről mintázva. Nem volt könnyű dolga, hiszen a döntőbizottság csak negyvenhét visszautasított terv után fogadta el a díj azóta is szinte változatlan megjelenését. Maga a szobor arannyal van bevonva és egy tömör, fekete kör alakú alapon áll.

## Terület-specifikus Emmy-díjátadók

### Primetime Emmy
A Primetime Emmy-díjakat a legjobb amerikai, főműsoridőben vetített televíziós-műsorok (tévéfilmek, minisorozatok, tévésorozatok) részére kiosztott elismerés. Az első díjakat 1949-ben osztották ki és eredetileg azokat a továbbiakban csak egyszerűen Emmy-díj néven tartották számon, egészen a Daytime Emmy kiválásáig. A díjátadó gála általában szeptember közepén, az őszi televíziós szezon kezdete előtt kerül megrendezésre, az Oscar-díj ceremóniához hasonló lebonyolításban.
A gála előtt néhány nappal egy Creative Arts Emmy elnevezésű ünnepség is megrendezésre kerül, a forgatókönyvírók, operatőrök, rendezők, jelmeztervezők stb. számára.

### Daytime Emmy
A Daytime Emmy (Nappali Emmy) elismeréseket az amerikai napközben futó televíziós műsorok kapják. A gálát minden évben általában júniusban tartják meg. Az első Daytime Emmy ünnepség 1972-ben került megrendezésre, miután különvált az eredeti Emmy-díjtól.
A Primetime Emmy-hez hasonlóan itt is megrendeznek egy külön Creative Arts Emmy díjkiosztót.

### Sport Emmy
A Sport Emmy-díjakat az amerikai sport televíziózás, beleértve a sporthoz kötődő sorozatok, élő közvetítések a sporteseményekről stb. legjobbjai kapják. A díjkiosztó általában áprilisban vagy májusban kerül megrendezésre New Yorkban.

### International Emmy
Az International Emmy (Nemzetközi Emmy) elismeréseket, a Nemzetközi Televíziós Művészetek és Tudományok Akadémiája ítéli oda a legjobb, az Egyesült Államok területén kívül vetített televíziós produkciónak.

### Egyéb Emmy
- Technology and Engineering Emmys (Technológiai és Mérnöki Emmy)
- Regionális Emmy (Regional Emmy)
- Student Emmy

## Kategóriák

### Primetime Emmy

#### Tévéfilm, minisorozat
- legjobb tévéfilm
- legjobb minisorozat
- legjobb férfi főszereplő (televíziós minisorozat vagy tévéfilm)
- legjobb női főszereplő (televíziós minisorozat vagy tévéfilm)
- legjobb férfi mellékszereplő (televíziós minisorozat vagy tévéfilm)
- legjobb női mellékszereplő (televíziós minisorozat vagy tévéfilm)

#### Televíziós sorozatok
- legjobb drámasorozat
- legjobb vígjátéksorozat
- legjobb férfi főszereplő (drámasorozat)
- legjobb női főszereplő (drámasorozat)
- legjobb férfi mellékszereplő (drámasorozat)
- legjobb női mellékszereplő (drámasorozat)
- legjobb férfi főszereplő (vígjátéksorozat)
- legjobb női főszereplő (vígjátéksorozat)
- legjobb férfi mellékszereplő (vígjátéksorozat)
- legjobb női mellékszereplő (vígjátéksorozat)

#### Vendégszerepek
- legjobb vendégszínész (drámasorozat)
- legjobb vendégszínésznő (drámasorozat)
- legjobb vendégszínész (vígjátéksorozat)
- legjobb vendégszínésznő (vígjátéksorozat)

## Érdekességek
- Alan Alda örömében cigánykereket hányt, mielőtt felment volna a pódiumra, hogy átvegye a legjobb forgatókönyvírónak járó díjat 1979-ben. Korábban már színészként és rendezőként is megkapta az elismerést a M.A.S.H. című sorozatért, de mint később nyilatkozta, gyerekkorában író szeretett volna lenni, ezért örült annyira a díjnak. 2006-ban, mikor Az elnök emberei című sorozatban nyújtott alakításáért jutalmazták, meg sem jelent a díjátadón.

- A Magnum sorozatból ismert Tom Selleck, az 1984-es gálán a színpadra szólított egy nyertest, aki szokás szerint mindenkinek megköszönte a díjat, az édesanyjától kezdve az ügynökéig. A kamera ezután Stephen J. Cannellre tévedt, aki az írógépét ölelgetve üldögélt a nézőtéren, durcásan. Mint később kiderült azt vette zokon, hogy az írók soha nem kapnak semmilyen elismerést. A régi írógép egyébként Cannell védjegyévé vált, saját produkciós cégének logójában is szerepel – az író állítólag azóta sem tért át a számítógépre.

- 1998-ban a legjobb női mellékszereplőnek járó díjat Camryn Manheim nyerte, az Ügyvédek című sorozatban nyújtott alakításáért. A molett színésznő "az összes kövér lánynak" ajánlotta a díját – egyébként is sokat foglalkozik súlyproblémájával; Wake Up, I'm Fat címmel színdarabot és könyvet írt.

- 2004-ben Meryl Streep megkapta élete második Emmy-díját az Angyalok Amerikában című tévéfilmért, melyben valóban páratlan teljesítményt nyújtott, hisz öt különböző szerepet alakított. A díjat a következő szavakkal vette át: "Sokszor úgy érzem, hogy túlértékelnek. De ma nem".

- A 2007-es díjátadón Ricky Gervais (A hivatal, Futottak még) nem tudott megjelenni, helyette az amerikai Office főnöke, Steve Carell vette át a díjat. A következő évben Gervais egy kis magánszámot adott elő, egy darabig piszkálta a közönség soraiban ülő Carellt, majd visszakérte tőle az Emmyt – Carell fapofával fogadta a produkciót, ami ettől még viccesebbé vált.

- Alex Borstein 2018-ban a díja átvételekor magyarul köszönte meg édesanyjának a támogatás. A rövid mondat a következő volt:

„Anyukám, nagyon Szeretlek!”

 Borstein édesanyja 1956-ban menekült Amerikába.

## Fordítás
- Ez a szócikk részben vagy egészben  az   Emmy Awards című angol Wikipédia-szócikk fordításán alapul.  Az eredeti cikk szerkesztőit annak laptörténete sorolja fel. Ez a jelzés csupán a megfogalmazás eredetét és a szerzői jogokat jelzi, nem szolgál a cikkben szereplő információk forrásmegjelöléseként.